# Manuel Schenkhuizen
Manuel Schenkhuizen (Nieuwegein, 11 mei 1986) is een Nederlandse gamer (computerspelspeler). Hij gebruikt het pseudoniem Grubby. 

## Carrière
Hij speelt het spel Warcraft III, ontwikkeld door Blizzard Entertainment. Schenkhuizen wordt gezien als een van de beste spelers van Warcraft III: The Frozen Throne ter wereld. Hij heeft veel verschillende toernooien op zijn naam gezet, waaronder de World Cyber Games in 2004 en 2008, en de Electronic Sports World Cup in 2005. Tot nu toe won hij ongeveer 160.000 euro aan prijzengeld. Schenkhuizen speelt meestal met de Orcs.
Schenkhuizen is ondertussen ook aardig bekend in het StarCraft II-milieu, mede door zijn Warcraft III-ervaring. In deze game speelt hij met het Protoss-ras.
Schenkhuizen is een hoofdpersoon in de documentaire Beyond the Game van Jos de Putter.
Sinds 2014 speelt hij vooral het spel Heroes of the Storm. Dit streamt hij op Twitch. Ook is hij commentator bij de Heroes Global Competition.
Op dit moment (2020) is Schenkhuizen professioneel en fulltime streamer op het Twitch platform, en geniet grote populariteit met zijn showmatches, requests, en 'try-hard' wedstrijden van Warcraft III: The Frozen Throne.
In 2024 is hij begonnen met het streamen van World of Warcraft Hardcore. Dit betekent dat als het personage waar mee gespeeld wordt doodgaat, deze voor altijd dood is. Schenkhuizen zit in de Onlyfangs guild.  

## Teams
Schenkhuizen stond sinds het begin van zijn carrière in 2003 onder contract bij het team Four Kings. Op 22 januari 2008 verliet hij dit team noodgedwongen en kwam hij onder contract bij Meet your Makers (MYM). Daarna speelde hij enige tijd bij het team Evil Geniuses, maar ook daaraan kwam een eind. Ook zat hij in een eenmansteam onder de naam team Grubby en werd hij  gesponsord door BenQ.